# Дуловы
Ду́ловы — русский древний дворянский и княжеский род, происходящий от Ярославских князей, Рюриковичи.
Род князей Дуловых внесён в Бархатную книгу. При подаче документов (апрель и 09 июня 1682), для внесения рода в Бархатную книгу, были предоставлены две родословные росписи князей Дуловых.

## Происхождение и история князей Дуловых
Родоначальник Андрей Львович, имевшего прозвище Дуло, внук первого моложского князя Михаила Давидовича. Он находился на службе у последнего тверского князя Михаила Борисовича и вместе с ним бежал в Литву, где и умер, потеряв вотчины. Сыновья князя Андрея Львовича — князья Иван и Григорий вернулись в Москву. В битве под Кесью (июль 1578), погибают князья Иван и Михаил Дуловы. В XVI и XVII веках князья Дуловы служили по Рязани и владели поместьями и вотчинами в Ряжском и Рязанском уездах. Рязанскими помещиками записаны: одиннадцать князей Дуловых (1590), семнадцать князей и княжон Дуловых (1628-1630), семнадцать князей (1648-1650).
Владели населёнными имениями пятнадцать представителей рода князей Дуловых (1699).
В XVII веке князья Дуловы не поднимались выше воевод и стольников, а в XVIII веке род настолько обеднел и захудал, что его потомки утратили княжеский титул и потом, начиная с середины XIX века, неоднократно возбуждали ходатайства о признании за ними княжеского достоинства.
Высочайше утверждённым (08.02.1899) мнением Государственного Совета потомственным дворянам Николаю Фёдоровичу Дулову и сыну его Георгию, с нисходящим их потомством, дозволено пользоваться княжеским титулом Российской Империи.

## Происхождение и история дворян Дуловых
Артём, Насон, Максим и Гридя Семёновичи - земцы, владели поместьями в Новгородской области (1498). Шуба Дулов владел поместьем в Тверском уезде (1539). Второй Дулов был дворецким дьяком (1550). В первой половине XVI века Фёдор и Владимир  Васильевичи городские дворяне по Ржеву. Никифор Дулов был слугой Троицкого монастыря (1593). Василий Дулов соляной голова в Соликамске (1707).

## Известные представители княжеского рода
- Князь Дулов Иван Андреевич — первый воевода в Колыване (1540), послан первым послом для заключения мира с Польшей (1543), второй воевода войск пятой левой руки в Казанском походе (1544), погиб под Кесию (июль 1578), его имя занесено в синодик "по убиенным во брани" для вечного поминовения.
- Князь Дулов Григорий Андреевич — второй воевода третьего Сторожевого полка в шведском походе (1549).
- Князь Дулов Матвей Иванович — голова в Государевом полку в Казанском походе (1544).
- Князь Дулов Василий Иванович — второй воевода шестого Ертаульного полка в Казанском походе (1544).
- Князь Дулов Юрий Иванович — завоеводчик в шведском походе (1549).
- Князь Дулов Василий Александрович — воевода в Болхове (1636)[6].
- Князья Дуловы: Алексей Петрович, Василий Лаврентьевич, Иван Лукин, Игнатий Иванович, Евсигней Стахеевич, Илья Данилович — стольники (1636-1692).
- Князья Дуловы: Дмитрий Михайлович, Иван Иванович, Лаврентий Иванович, Лука Васильевич, Лука Данилович, Иван Фёдорович — московские дворяне (1672-1692).
- Князь Михаил Лаврентьевич — комнатный стольник царя Иоанна Алексеевича (1676).
- Князь Дулов Игнатий Иванович — воевода в Усмани (1690)[7].

- Георгий Николаевич Дулов (1875—1940) — был известным скрипачом и сам сочинил несколько скрипичных и вокальных пьес. В 1896—1901 годах он возглавлял в Петербурге струнный «квартет Мекленбургского», организованный герцогом Георгием Георгиевичем Мекленбургским, внуком великого князя Михаила Павловича. В 1901—1924 годах преподавал в Московской консерватории, став в 1912 году её профессором. Составил «Полный курс скрипичной игры», состоящий из 12 тетрадей.
- Вера Георгиевна Дулова (1909—2000) — дочь Г. Н. Дулова. Закончила Московскую консерваторию по классу арфы. Она приобрела мировую известность как виртуозная исполнительница-арфистка, в 1932—1984 годах являлась солисткой оркестра Большого театра, а с 1943 года преподавала в Московской консерватории (с 1958 года профессор). Ей принадлежат обработки для арфы многих музыкальных произведений.
- Дулов, Михаил Тимофеевич (1887—1948) — пианист-аккомпаниатор выступавший с Фёдором Шаляпиным, Иваном Ершовым, Вадимом Козиным и многими другими известными певцами:  «В доме Адамини на Марсовом поле жил и „король аккомпаниаторов“ Михаил Тимофеевич Дулов (1879—1948) с младшей сестрой Александрой и младшим братом Иваном. Он … дружил с артистом Павлом Самойловым, жившим неподалёку, в Аптекарском переулке…»[8]. Преподавал в Санкт-Петербургской государственной консерватории имени Н. А. Римского-Корсакова.